# Alexey Ignashov
 (août 2010).
Si vous disposez d'ouvrages ou d'articles de référence ou si vous connaissez des sites web de qualité traitant du thème abordé ici, merci de compléter l'article en donnant les références utiles à sa vérifiabilité et en les liant à la section « Notes et références ».
Alexey Ignashov, né le 18 janvier 1978 est un kick-boxeur biélorusse. Il mesure 1,96 m pour 117 kg.
Alexey Ignashov est un combattant redoutable pour tous les boxeurs du circuit. Malgré un air qui peut paraître parfois nonchalant, le Biélorusse peut frapper avec une vitesse surprenante, d'où son surnom de scorpion. 
Ignashov a remporté des tournois comme le K-1 Russie 2000, le K-1 World GP Nagoya 2001 ou encore le K-1 World GP Paris 2003. Ignashov a traversé un petit passage à vide à la suite d'une blessure au genou contractée face au suisse Björn Bregy en 2005.
Au 25 février 2006, Alexey Ignashov totalise 81 combats pour 68 victoires contre 13 défaites.
Alexey Ignashov s'est incliné face à des boxeurs comme Matt Skelton, Stefan Leko, Francisco Filho, Peter Aerts, Kaoklai Kaennorsing, Noboru Uchida, Remy Bonjasky, Peter Graham, Björn Bregy, Badr Hari.
- 03/04/2010 contre le marocain Badr Hari il concède une défaite au points (3-0) pour son retour à la compétition en K-1.

Quelques victoires :
- 24/10/99   contre le néerlandais Rob Kaman par décision ;
- 23/01/00   contre le néerlandais Harry Hooft par décision ;
- 24/06/00   contre le lituanien Darius Grilauskas par KO au 1er round ;
- 24/06/00   contre le russe Sergei Matkin par KO au 2e round ;
- 24/06/00   contre l'ukrainien Sergei Arkhipov par KOT au 3e round ;
- 09/08/00   contre l'anglais Shaun Johnson par KO au 1er round ;
- 16/12/00   contre le néerlandais Lloyd Van Dams par KOT au 5e round ;
- 21/04/01   contre le grec Paris Vassilikos par KOT au 3e round ;
- 20/07/01   contre le suisse Petar Majstorovic par décision au 3e round ;
- 20/07/01   contre le sud-africain Andrew Thomson par KO au 1er round ;
- 20/07/01   contre le néerlandais Lloyd Van Dams par décision au 3e round ;
- 08/12/01   contre le danois Nicholas Pettas par KO au 2e round ;
- 24/02/02   contre le japonais Nobu Hayashi par décision au 5e round ;
- 25/05/02   contre le suisse Bjorn Bregy par KO au 5e round ;
- 14/07/02   contre le néerlandais Peter Aerts par décision au 5e round ;
- 08/06/03   contre le marocain Badr Hari par KOT au 3e round ;
- 14/06/03   contre le tchèque Pavel Majer par KO au 3e round ;
- 14/06/03   contre le russe Alexander Ustinov par décision au 3e round ;
- 14/06/03   contre le français Cyril Abidi par KOT au 3e round ;
- 13/07/03   contre le sud-africain Jan Nortje par KO au 1er round ;
- 11/10/03   contre le sud-africain Mike Bernardo par au 2e round ;
- 31/10/03   contre le croate Josip Bodrozic par décision au 5e round ;
- 24/01/04   contre le belge Marc De Wit par décision au 3e round ;
- 14/03/04   contre l'américain Carter Williams par KO au 2e round ;
- 11/04/04   contre le français Cyrille Diabaté par décision ;
- 20/05/04   contre le néerlandais Semmy Schilt par KO au 1er round ;
- 06/06/04   contre l'américain Arthur Williams par KO au 1er round ;
- 06/11/04   contre l'australien Paul Slowinski par décision ;
- 25/02/06   contre le trinidadien Gary Goodridge par décision au 3e round ;

Alexey Ignashov s'est également essayé au combat libre où il compte 3 combats pour 1 victoire, 1 défaite et 1 no contest.
La victoire a été obtenue contre l'américain Steve Williams par KO au 1er round.
À ce jour Alexey Ignashov est un des très rare boxeurs qui n'a jamais connu le KO et cela depuis le début de sa carrière.